# I drakens tecken
I drakens tecken (engelska: Enter the Dragon) är en långfilm som hade biopremiär i Hongkong den 26 juli 1973 och i USA den 17 augusti samma år.

## Handling
Lee (Bruce Lee) skall hämnas på sin systers mördare. 

## Om filmen
Filmen regisserades av Robert Clouse. Detta är Bruce Lees sista fullbordade film.
I Sverige totalförbjöd Statens biografbyrå visning av filmen 1973. 1998 beslöt myndigheten att tillåta visning av den oklippta versionen från 15 års ålder.

## Rollista (urval)
- Bruce Lee - Lee
- Jim Kelly - Williams
- Bolo Yeung - Bolo
- Sammo Hung - Shaolin Fighter
- Yuen Biao - Tournament Fighter
- Lam Ching Ying - statist

## Fotnoter
1. ↑  ”Enter the Dragon” (på engelska). Box Office Mojo. 17 augusti 1973. http://www.boxofficemojo.com/movies/?id=enterthedragon.htm. Läst 9 september 2016.
2. ↑  Sök i filmregistret Statens medieråd Arkiverad 29 augusti 2018 hämtat från the Wayback Machine. (Sökord: I drakens tecken)